# الرجل الثالث (فلم)
الرجل الثالث (بالإنجليزية: The Third Man) هو فيلم نوار بريطاني للمخرج كارول ريد، تم إنتاجه عام 1949.

## وصلات خارجية
- مقالات تستعمل روابط فنية بلا صلة مع ويكي بيانات